# Leychert
Leychert (Leishèrt en occitan languedocien) est une commune française, située dans l'est du département de l'Ariège en région Occitanie. Sur le plan historique et culturel, la commune fait partie du pays d'Olmes, haut lieu de la tragédie cathare alliant des paysages d'une extrême diversité.
Exposée à un climat océanique altéré, elle est drainée par le ruisseau de la Baure et par divers autres petits cours d'eau. La commune possède un patrimoine naturel remarquable : un site Natura 2000 (le « pechs de Foix, Soula et Roquefixade, grotte de L'Herm ») et trois zones naturelles d'intérêt écologique, faunistique et floristique.
Leychert est une commune rurale qui compte 112 habitants en 2022, après avoir connu un pic de population de 425 habitants en 1821. Elle fait partie de l'aire d'attraction de Foix. Ses habitants sont appelés les Leychertois ou Leychertoises.
Le patrimoine architectural de la commune comprend un immeuble protégé au titre des monuments historiques : l'église Sainte-Anne, inscrite en 1995.

## Géographie

### Localisation
1. Carte dynamique
2. Carte Openstreetmap
3. Carte topographique
4. Carte avec les communes environnantes

La commune de Leychert se trouve dans le département de l'Ariège, en région Occitanie.
Elle se situe à 10 km à vol d'oiseau de Foix, préfecture du département, à 21 km de Pamiers, sous-préfecture, et à 10 km de Lavelanet, bureau centralisateur du canton du Pays d'Olmes dont dépend la commune depuis 2015 pour les élections départementales.
La commune fait en outre partie du bassin de vie de Lavelanet.
Les communes les plus proches sont : 
Roquefixade (2,4 km), Soula (2,9 km), Roquefort-les-Cascades (2,9 km), Nalzen (3,8 km), Freychenet (4,1 km), Celles (4,6 km), Carla-de-Roquefort (4,7 km), L'Herm (4,7 km).
Sur le plan historique et culturel, Leychert fait partie du pays d'Olmes, haut lieu de la tragédie cathare alliant des paysages d'une extrême diversité.
Les communes limitrophes sont Celles, L'Herm, Nalzen, Roquefixade, Roquefort-les-Cascades et Soula.
| L'Herm | Roquefort-les-Cascades |             |
| Soula  | Leychert               | Roquefixade |
| Celles | Nalzen                 |             |

### Géologie et relief
La commune est située dans les Pyrénées, une chaîne montagneuse jeune, érigée durant l'ère tertiaire (il y a 40 millions d'années environ), en même temps que les Alpes. Les terrains affleurants sur le territoire communal sont constitués de roches sédimentaires datant du Mésozoïque, anciennement appelé Ère secondaire, qui s'étend de −252,2 à −66,0 Ma. La structure détaillée des couches affleurantes est décrite dans la feuille « n°1075 - Foix » de la carte géologique harmonisée au 1/50 000ème du département de l'Ariège, et sa notice associée.
La superficie cadastrale de la commune publiée par l’Insee, qui sert de références dans toutes les statistiques, est de 5,77 km2,. La superficie géographique, issue de la BD Topo, composante du Référentiel à grande échelle produit par l'IGN, est quant à elle de 5,89 km2. Son relief est particulièrement escarpé puisque la dénivelée maximale atteint 418 mètres. L'altitude du territoire varie entre 516 m et 934 m.

### Hydrographie

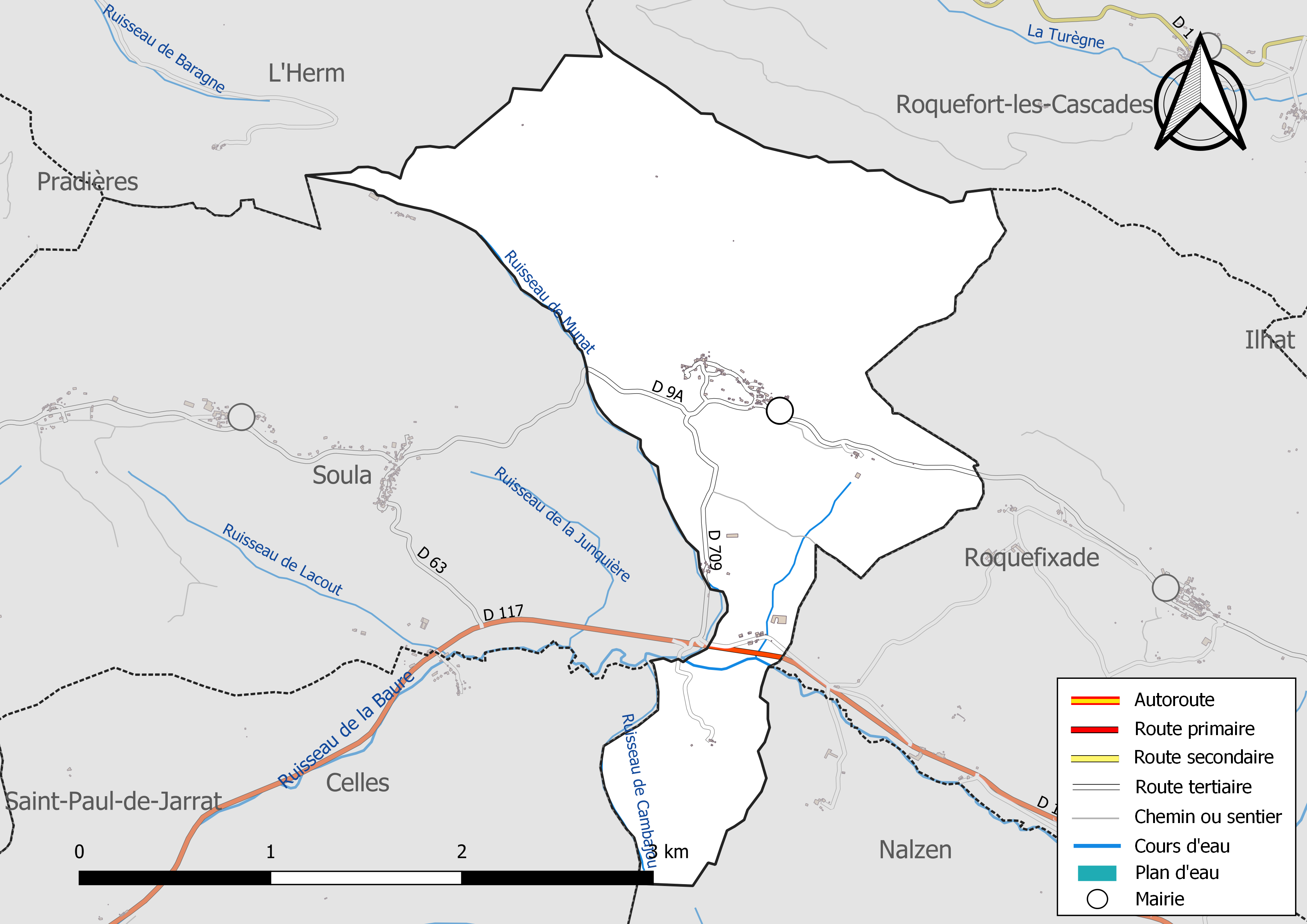
Réseaux hydrographique et routier de Leychert.

La commune est dans le bassin versant de la Garonne, au sein du bassin hydrographique Adour-Garonne. Elle est drainée par le ruisseau de la Baure, le ruisseau de Cambajou, le ruisseau de Munat et par un petit cours d'eau, constituant un réseau hydrographique de 3 km de longueur totale,.

### Climat
Pour des articles plus généraux, voir Climat de l'Occitanie et Climat de l'Ariège.
En 2010, le climat de la commune est de type climat océanique altéré, selon une étude s'appuyant sur une série de données couvrant la période 1971-2000. En 2020, Météo-France publie une typologie des climats de la France métropolitaine dans laquelle la commune est exposée à un climat de montagne et est dans la région climatique Pyrénées centrales, caractérisée par une pluviométrie annuelle de 1 000 à 1 200 mm.
Pour la période 1971-2000, la température annuelle moyenne est de 10,7 °C, avec une amplitude thermique annuelle de 14,7 °C. Le cumul annuel moyen de précipitations est de 845 mm, avec 10,4 jours de précipitations en janvier et 5,4 jours en juillet. Pour la période 1991-2020, la température moyenne annuelle observée sur la station météorologique la plus proche, située sur la commune de Roquefort-les-Cascades à 3 km à vol d'oiseau, est de 12,7 °C et le cumul annuel moyen de précipitations est de 1 101,5 mm,. Pour l'avenir, les paramètres climatiques de la commune estimés pour 2050 selon différents scénarios d'émission de gaz à effet de serre sont consultables sur un site dédié publié par Météo-France en novembre 2022.

### Milieux naturels et biodiversité

#### Réseau Natura 2000

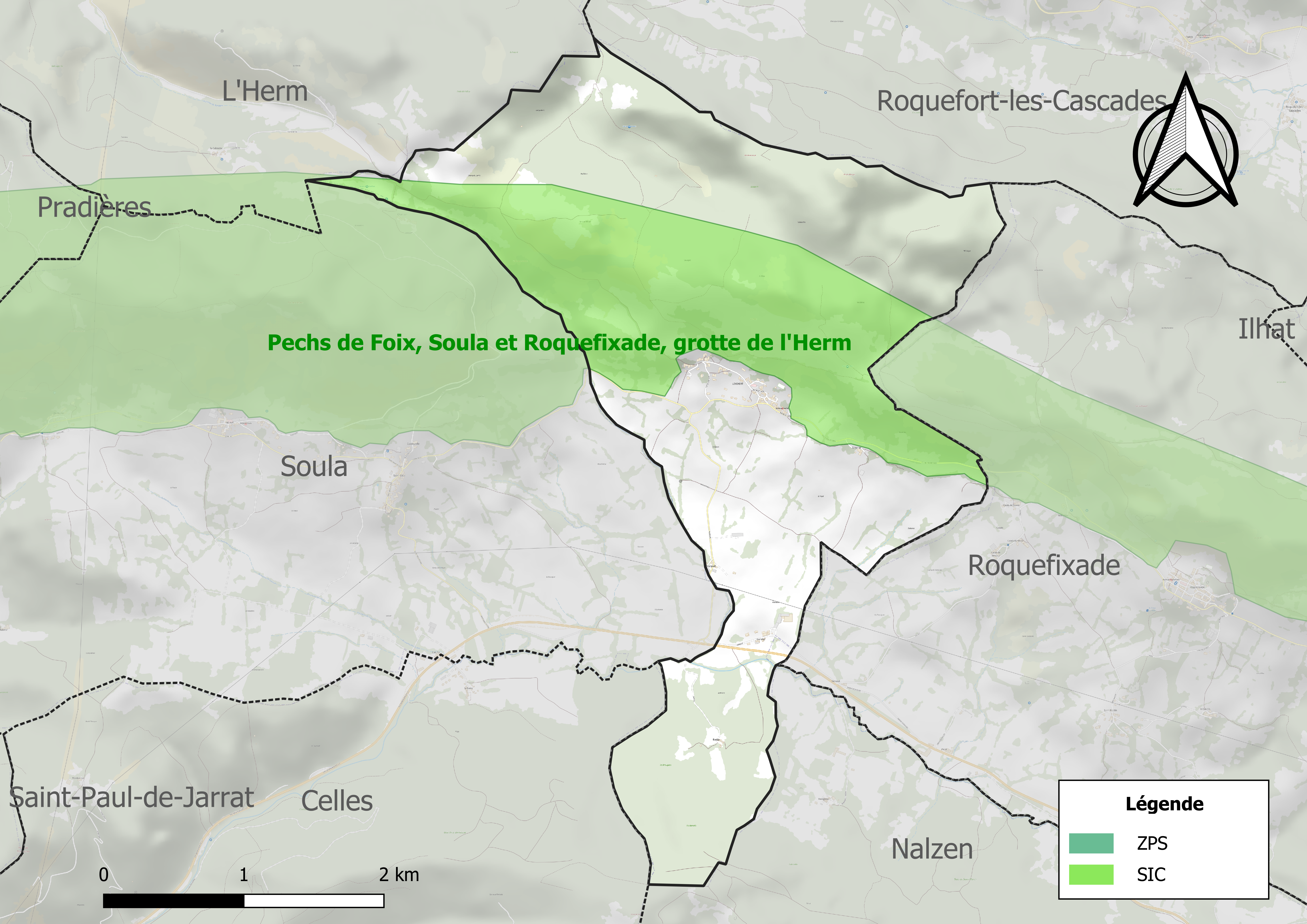
Site Natura 2000 sur le territoire communal.

Le réseau Natura 2000 est un réseau écologique européen de sites naturels d'intérêt écologique élaboré à partir des directives habitats et oiseaux, constitué de zones spéciales de conservation (ZSC) et de zones de protection spéciale (ZPS).
Un site Natura 2000 a été défini sur la commune au titre de la directive habitats : le « pechs de Foix, Soula et Roquefixade, grotte de l'Herm », d'une superficie de 2 211 ha, un milieu souterrain exceptionnel  (site reproduction trois espèces dechauves souris) avec une forte biodiversité.

#### Zones naturelles d'intérêt écologique, faunistique et floristique
L’inventaire des zones naturelles d'intérêt écologique, faunistique et floristique (ZNIEFF) a pour objectif de réaliser une couverture des zones les plus intéressantes sur le plan écologique, essentiellement dans la perspective d’améliorer la connaissance du patrimoine naturel national et de fournir aux différents décideurs un outil d’aide à la prise en compte de l’environnement dans l’aménagement du territoire.
Une ZNIEFF de type 1 est recensée sur la commune :
« le Plantaurel entre Foix et Lavelanet » (11 312 ha), couvrant 26 communes du département et deux ZNIEFF de type 2, : 
- « le Plantaurel » (42 116 ha), couvrant 72 communes dont 68 dans l'Ariège, 2 dans l'Aude et 2 dans la Haute-Garonne[28] ;
- les « montagnes d'Olmes » (31 924 ha), couvrant 33 communes dont 31 dans l'Ariège et 2 dans l'Aude[29].

Carte des ZNIEFF de type 1 et 2 à Leychert.
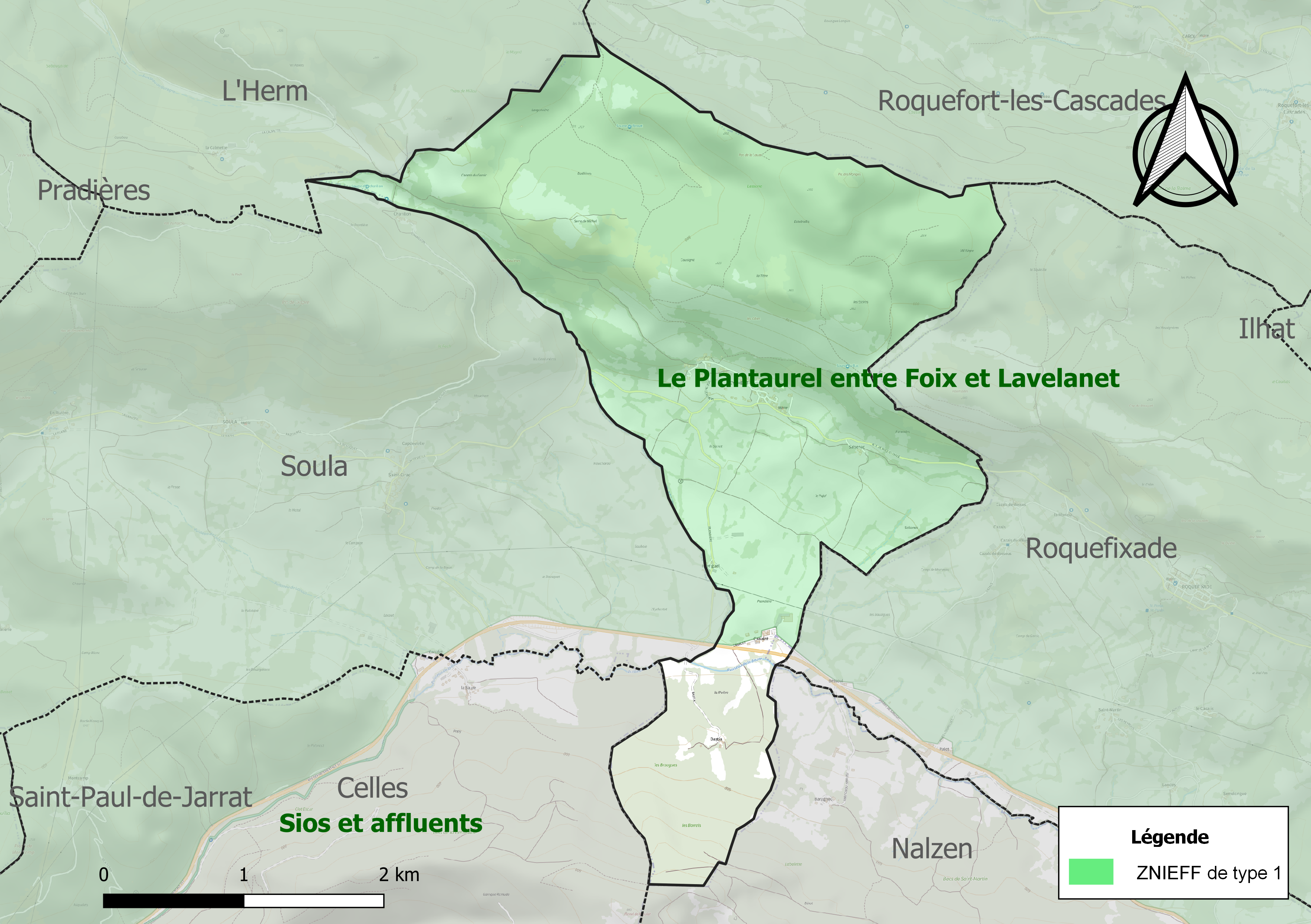
Carte de la ZNIEFF de type 1 sur la commune.
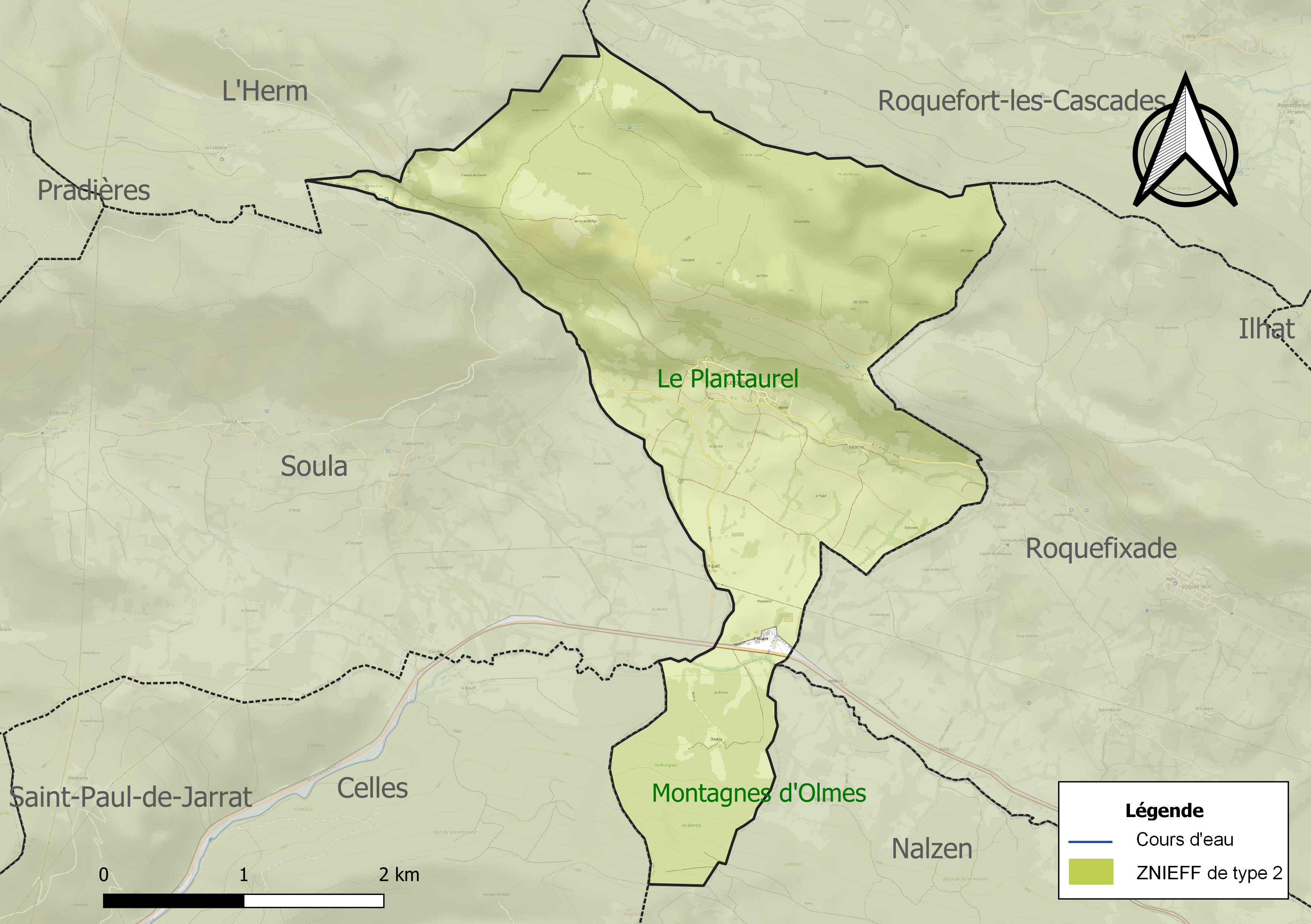
Carte des ZNIEFF de type 2 sur la commune.

## Urbanisme

### Typologie
Au 1er janvier 2024, Leychert est catégorisée commune rurale à habitat dispersé, selon la nouvelle grille communale de densité à 7 niveaux définie par l'Insee en 2022.
Elle est située hors unité urbaine. Par ailleurs la commune fait partie de l'aire d'attraction de Foix, dont elle est une commune de la couronne,. Cette aire, qui regroupe 38 communes, est catégorisée dans les aires de moins de 50 000 habitants,.

### Occupation des sols
L'occupation des sols de la commune, telle qu'elle ressort de la base de données européenne d’occupation biophysique des sols Corine Land Cover (CLC), est marquée par l'importance des forêts et milieux semi-naturels (70,1 % en 2018), une proportion identique à celle de 1990 (70,1 %). La répartition détaillée en 2018 est la suivante : 
forêts (48,3 %), milieux à végétation arbustive et/ou herbacée (21,8 %), prairies (21,3 %), zones agricoles hétérogènes (8,6 %). L'évolution de l’occupation des sols de la commune et de ses infrastructures peut être observée sur les différentes représentations cartographiques du territoire : la carte de Cassini (XVIIIe siècle), la carte d'état-major (1820-1866) et les cartes ou photos aériennes de l'IGN pour la période actuelle (1950 à aujourd'hui).

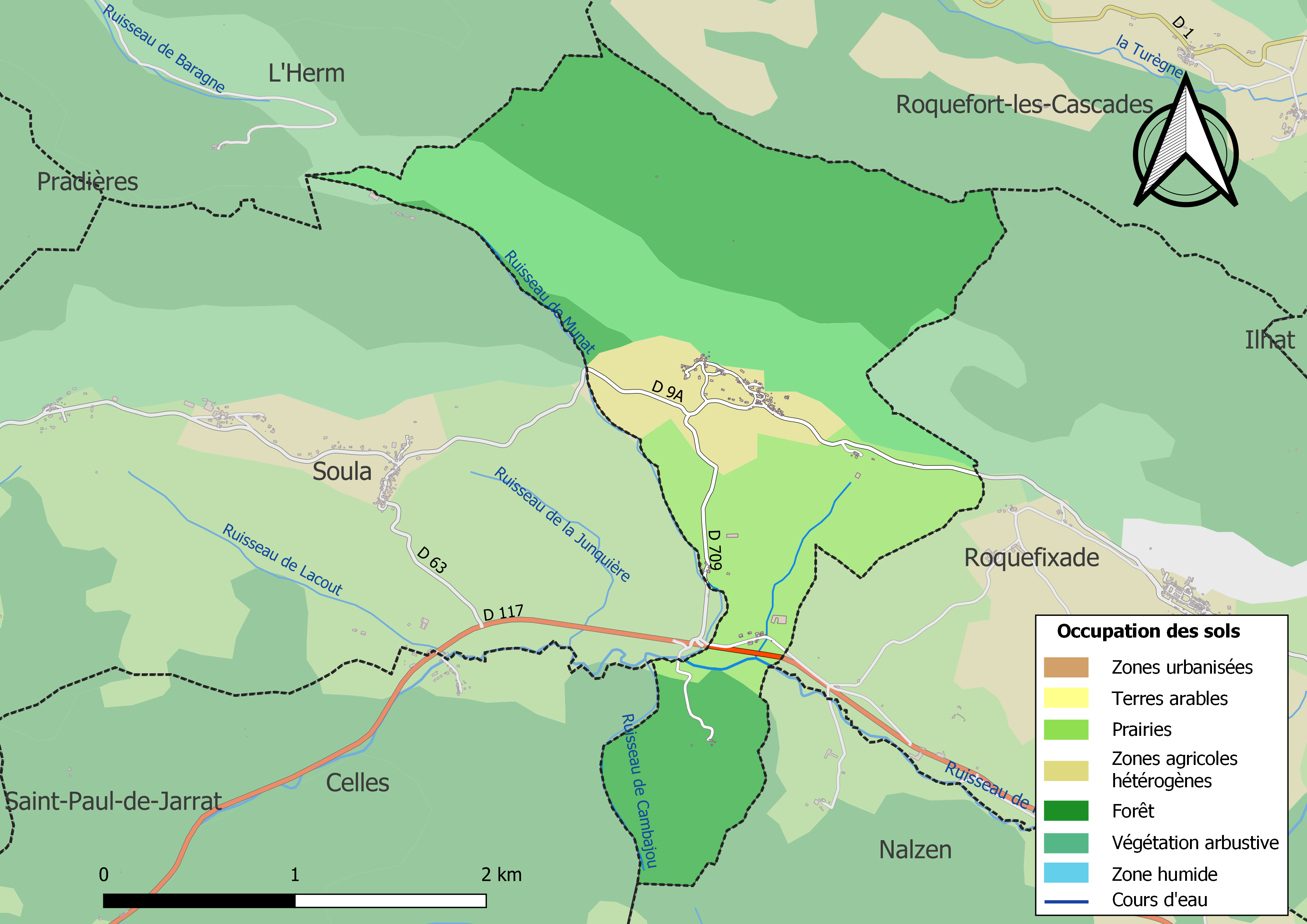
Carte des infrastructures et de l'occupation des sols de la commune en 2018 (CLC).

### Habitat et logement
En 2018, le nombre total de logements dans la commune était de 68, alors qu'il était de 67 en 2013 et de 67 en 2008.
Parmi ces logements, 71,8 % étaient des résidences principales, 19,3 % des résidences secondaires et 8,9 % des logements vacants. Ces logements étaient pour 91,3 % d'entre eux des maisons individuelles et pour 5,7 % des appartements.
Le tableau ci-dessous présente la typologie des logements à Leychert en 2018 en comparaison avec celle de l'Ariège et de la France entière. Une caractéristique marquante du parc de logements est ainsi une proportion de résidences secondaires et logements occasionnels (19,3 %) inférieure à celle du département (24,6 %) mais supérieure à celle de la France entière (9,7 %). Concernant le statut d'occupation de ces logements, 78 % des habitants de la commune sont propriétaires de leur logement (77,1 % en 2013), contre 66,3 % pour l'Ariège et 57,5 % pour la France entière.
| Typologie                                               | Leychert | Ariège | France entière |
| ------------------------------------------------------- | -------- | ------ | -------------- |
| Résidences principales (en %)                           | 71,8     | 65,7   | 82,1           |
| Résidences secondaires et logements occasionnels (en %) | 19,3     | 24,6   | 9,7            |
| Logements vacants (en %)                                | 8,9      | 9,7    | 8,2            |

### Risques majeurs

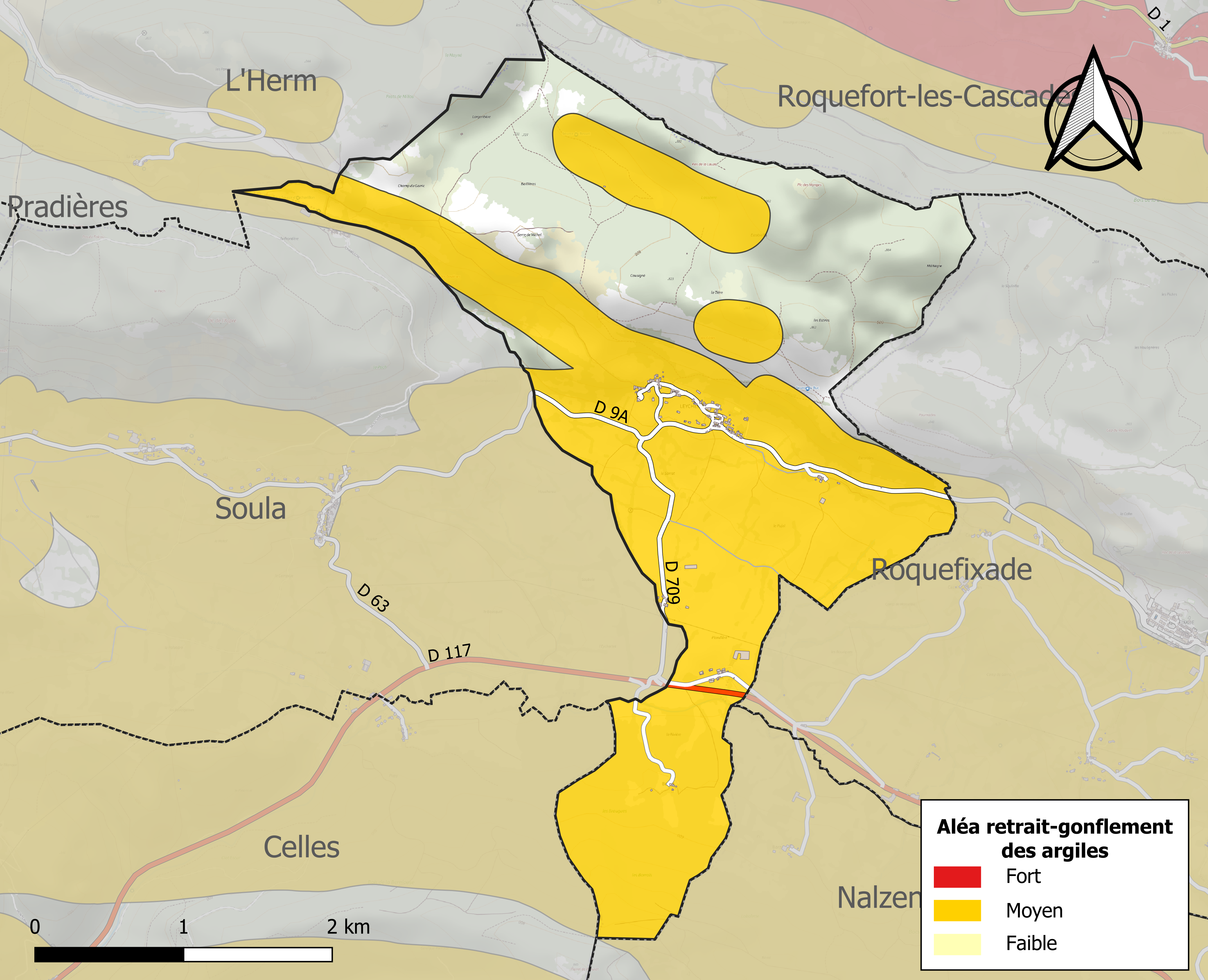
Zonage de l'aléa retrait-gonflement des argiles sur la commune de Leychert.

Le territoire de la commune de Leychert est vulnérable à différents aléas naturels : inondations, climatiques (grand froid ou canicule), feux de forêts, mouvements de terrains et séisme (sismicité modérée),.
Certaines parties du territoire communal sont susceptibles d’être affectées par le risque d’inondation par débordement, crue torrentielle d'un cours d'eau, ou ruissellement d'un versant.
Les mouvements de terrains susceptibles de se produire sur la commune sont soit des chutes de blocs, soit des glissements de terrains, soit des effondrements liés à des cavités souterraines, soit des mouvements liés au retrait-gonflement des argiles. Près de 50 % de la superficie du département est concernée par l'aléa retrait-gonflement des argiles, dont la commune de Leychert. L'inventaire national des cavités souterraines permet par ailleurs de localiser celles situées sur la commune.

## Toponymie
Au XIIIème siècle, les espaces cultivables étaient insuffisants pour nourrir toutes les bouches. Le nom Leychert vient du mot latin sarire, sarcler, en français essartage. Essartage = défrichage d'un terrain boisé en vue de sa mise en culture temporaire ou permanente (définition Larousse). Un essart se dit « eychert » en fuxéen (la langue de Foix) et « eishartic » ou « eishart » en gascon.
Auprès de Leychert, il existe plusieurs variantes : Leyssard (Ain), Les Essarts (Vendée), Les Essards (Charente-Maritime), Les Issards (Ariège).

## Histoire
Incluse dans la châtellenie de Roquefixade, Leychert sera comprise dans la province du Languedoc et non dans le proche comté de Foix et ce, dès le milieu du XIIIe siècle jusqu’à la Révolution[Laquelle ?].

## Politique et administration

### Découpage territorial
La commune de Leychert est membre de la communauté de communes du Pays d'Olmes, un établissement public de coopération intercommunale (EPCI) à fiscalité propre créé le 26 décembre 1995 dont le siège est à Lavelanet. Ce dernier est par ailleurs membre d'autres groupements intercommunaux.
Sur le plan administratif, elle est rattachée à l'arrondissement de Pamiers, au département de l'Ariège, en tant que circonscription administrative de l'État, et à la région Occitanie.
Sur le plan électoral, elle dépend du canton du Pays d'Olmes pour l'élection des conseillers départementaux, depuis le redécoupage cantonal de 2014 entré en vigueur en 2015, et de la première circonscription de l'Ariège  pour les élections législatives, depuis le redécoupage électoral de 1986.

### Liste des maires
| Période                                  | Période                        | Identité        | Étiquette | Qualité                       |
| ---------------------------------------- | ------------------------------ | --------------- | --------- | ----------------------------- |
| Les données manquantes sont à compléter. |                                |                 |           |                               |
|                                          |                                |                 |           |                               |
| mars 2001                                | fin 2012                       | Serge Clarac    |           | Démissionnaire                |
| janvier 2013                             | mai 2020                       | Olivier Amans   |           | Industriel, chef entreprise   |
| mai 2020                                 | octobre 2023                   | Martine Eynac   |           | Ancienne Cadre Démissionnaire |
| octobre 2023                             | En cours (au 30 novembre 2023) | Bernard Voegeli |           | Ouvrier retraité              |

## Démographie
| 1793 | 1800 | 1806 | 1821 | 1831 | 1836 | 1841 | 1846 | 1851 |
| ---- | ---- | ---- | ---- | ---- | ---- | ---- | ---- | ---- |
| 363  | 308  | 339  | 425  | 418  | 412  | 407  | 405  | 407  |

| 1856 | 1861 | 1866 | 1872 | 1876 | 1881 | 1886 | 1891 | 1896 |
| ---- | ---- | ---- | ---- | ---- | ---- | ---- | ---- | ---- |
| 341  | 350  | 326  | 332  | 335  | 334  | 314  | 300  | 296  |

| 1901 | 1906 | 1911 | 1921 | 1926 | 1931 | 1936 | 1946 | 1954 |
| ---- | ---- | ---- | ---- | ---- | ---- | ---- | ---- | ---- |
| 290  | 244  | 206  | 180  | 162  | 141  | 112  | 105  | 84   |

| 1962 | 1968 | 1975 | 1982 | 1990 | 1999 | 2006 | 2011 | 2016 |
| ---- | ---- | ---- | ---- | ---- | ---- | ---- | ---- | ---- |
| 77   | 73   | 49   | 57   | 65   | 100  | 103  | 105  | 101  |

| 2021 | 2022 | - | - | - | - | - | - | - |
| ---- | ---- | - | - | - | - | - | - | - |
| 108  | 112  | - | - | - | - | - | - | - |

## Économie

### Emploi
| Division       | 2008  | 2013   | 2018   |
| -------------- | ----- | ------ | ------ |
| Commune        | 6,3 % | 4,1 %  | 10,4 % |
| Département    | 8,9 % | 11,1 % | 11,2 % |
| France entière | 8,3 % | 10 %   | 10 %   |

En 2018, la population âgée de 15 à 64 ans s'élève à 66 personnes, parmi lesquelles on compte 76,1 % d'actifs (65,7 % ayant un emploi et 10,4 % de chômeurs) et 23,9 % d'inactifs,. En  2018, le taux de chômage communal (au sens du recensement) des 15-64 ans est inférieur à celui du département, mais supérieur à celui de la France, alors qu'en 2008 il était inférieur à celui de la France.
La commune fait partie de la couronne de l'aire d'attraction de Foix, du fait qu'au moins 15 % des actifs travaillent dans le pôle,. Elle compte 12 emplois en 2018, contre 9 en 2013 et 9 en 2008. Le nombre d'actifs ayant un emploi résidant dans la commune est de 43, soit un indicateur de concentration d'emploi de 27,4 % et un taux d'activité parmi les 15 ans ou plus de 59,8 %.
Sur ces 43 actifs de 15 ans ou plus ayant un emploi, 8 travaillent dans la commune, soit 18 % des habitants. Pour se rendre au travail, 86,4 % des habitants utilisent un véhicule personnel ou de fonction à quatre roues, 4,5 % les transports en commun, 4,5 % s'y rendent en deux-roues, à vélo ou à pied et 4,5 % n'ont pas besoin de transport (travail au domicile).

### Activités hors agriculture
10 établissements sont implantés  à Leychert au 31 décembre 2019.
Le secteur de l'administration publique, l'enseignement, la santé humaine et l'action sociale est prépondérant sur la commune puisqu'il représente 40 % du nombre total d'établissements de la commune (4 sur les 10 entreprises implantées  à Leychert), contre 14,4 % au niveau départemental.

### Agriculture
|                                   | 1988 | 2000 | 2010 |
| --------------------------------- | ---- | ---- | ---- |
| Exploitations                     | 7    | 5    | 4    |
| Superficie agricole utilisée (ha) | 178  | 252  | 360  |

La commune fait partie de la petite région agricole dénommée « Région sous-pyrénéenne ». En 2010, l'orientation technico-économique de l'agriculture  sur la commune est l'élevage de bovins, orientation lait. Quatre exploitations agricoles ayant leur siège dans la commune sont dénombrées lors du recensement agricole de 2010 (sept en 1988). La superficie agricole utilisée est de 360 ha.

## Culture locale et patrimoine

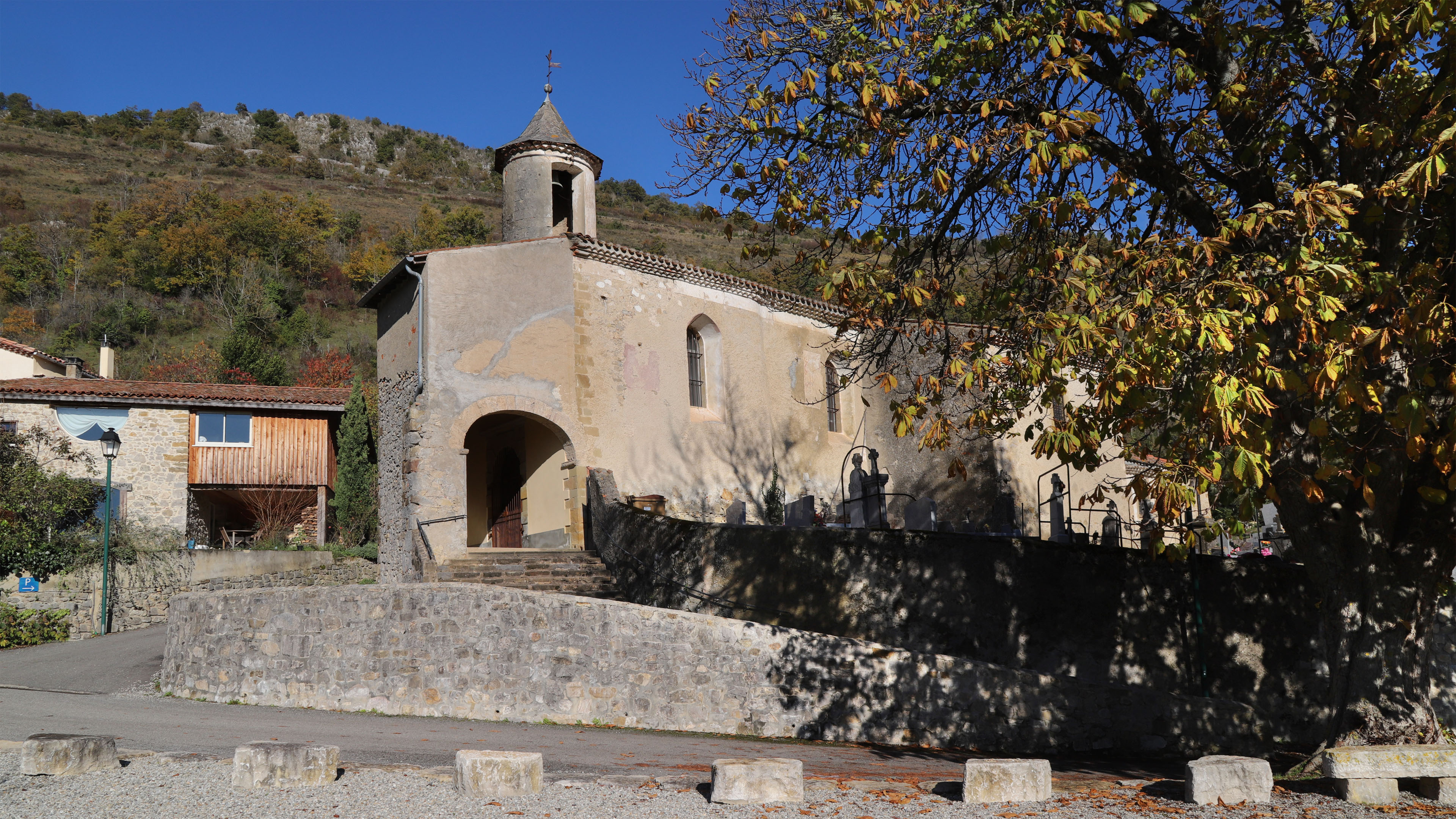

### Lieux et monuments
- Église Sainte-Anne (rénovation récente) et son retable (XVIIe siècle). L'église (à l'exception des peintures à l'intérieur, car après avoir été repeintes en 1995, elles ont alors perdu tout intérêt) est inscrite partiellement à l'inventaire des monuments historiques depuis 1995[53]. De nombreux objets sont référencés dans la base Palissy[54].
- Abreuvoir

### Personnalités liées à la commune
- Pierre Sarda (1805-1858), dit « Tragine » ou « le bandit de l'Ariège »), né à Leychert.
- Michel Sicre (1901-1972), résistant, maire de Reims, né à Leychert.

## Pour approfondir